# Kloosia africana
Kloosia africana är en tvåvingeart som beskrevs av Reiss 1988. Kloosia africana ingår i släktet Kloosia och familjen fjädermyggor.
Artens utbredningsområde är Kenya. Inga underarter finns listade i Catalogue of Life.